# Szolnok
Szolnok (niem. Sollnock) – miasto w środkowych Węgrzech, port rzeczny nad ujściem rzeki Zagyva do Cisy, ok. 100 km na wschód od Budapesztu. Stolica komitatu Jász-Nagykun-Szolnok. Ważny ośrodek transportowy. W Szolnoku mieści się Muzeum Lotnictwa Węgierskiego. Miasto liczy ponad 74,5 tys. mieszkańców (I 2011).

## Historia

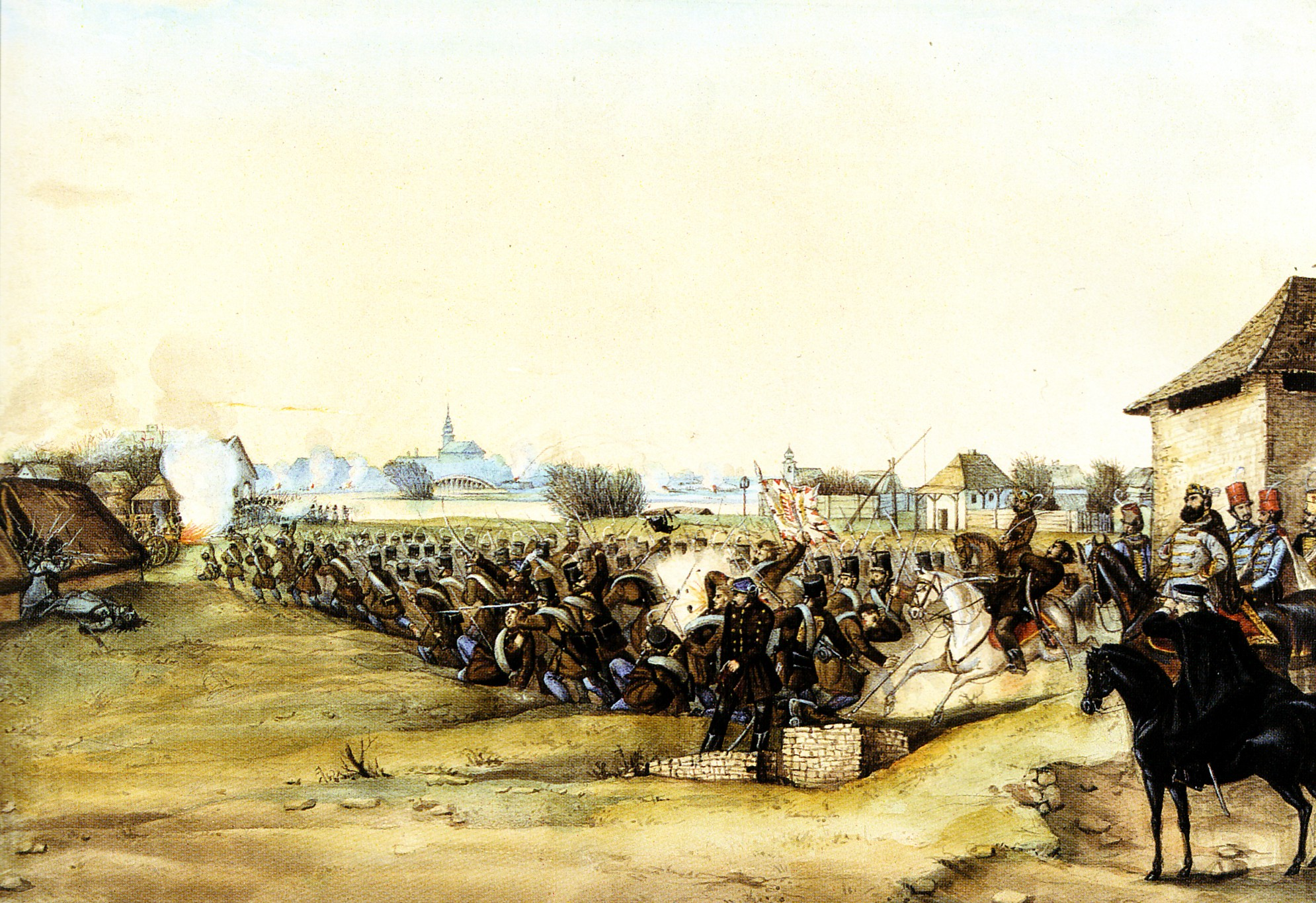
Bitwa pod Szolnokiem

Około 1030 r. król Stefan I Święty ustanowił tu siedzibę komitatu. Nazwa miasta znana jest od 1075 r. Miasto ucierpiało w czasie I najazdu mongolskiego na Węgry w 1241 r. W 1552 r. miasto zajęte zostało przez Turków, którzy ustanowili w nim siedzibę sandżaku. Podczas panowania tureckiego powstał pierwszy most przez Cisę (1562). W okresie wielkiego powstania antyhabsburskiego na Węgrzech (tzw. Powstanie Rakoczego) miasto było od 1706 r. kwaterą główną wojsk powstańczych. Podczas powstania węgierskiego 1848–1849 rozegrała się pod miastem ważna bitwa, w której Węgrzy pod wodzą Jánosa Damjanicha odnieśli zwycięstwo nad Austriakami. W bitwie odznaczyły się także oddziały polskie. Bodźcem do rozwoju gospodarczego w XIX w. stała się regulacja Cisy wraz z uruchomieniem żeglugi parowej (1835) oraz poprowadzenie linii kolejowej z Budapesztu (1847). W 1919 r. miasto leżało na tworzonej przez Cisę linii frontu z interwencyjną armią rumuńską, następnie do końca lutego 1920 r. było okupowane przez Rumunów. Na skutek bombardowań w 1944 r. uległo silnym zniszczeniom, pod gruzami leżał przerzucony w 1911 r. stalowy most oraz ponad 35% substancji mieszkaniowej. Powojenna industrializacja uczyniła z miasta znaczące centrum przemysłowe z kombinatem chemicznym, fabryką celulozy, cukrownią, zakładami taboru kolejowego i innymi przedsiębiorstwami różnych branż.

## Zabytki, muzea i pomniki
- Kościół franciszkanów(inne języki) (z klasztorem), barokowe
- Dawne gimnazjum franciszkańskie
- Kaplica św. Franciszka Ksawerego
- Posąg Jana Nepomucena z 1804 r., barokowy
- Muzeum im. Jánosa Damjanicha(inne języki) (Damjanich János Múzeum)
- Pomnik bitwy pod Szolnokiem(inne języki)
- Urząd komitacki (Megyeháza)
- Ratusz(inne języki) (Városháza) przy Placu Lajosa Kossutha(inne języki)
- Kościół reformowany(inne języki)
- Dwie wieże ciśnień
- Hotel i łaźnie Tisza Szálló és Gyógyfürdő
- Biblioteka Komitacka im. Ferenca Verseghyego(inne języki) (Verseghy Ferenc Megyei Könyvtár)
- Muzeum Lotnictwa Węgierskiego
- Pomnik króla Stefana I z 2001 r. na placu jego imienia
- Pomnik powstania węgierskiego 1956 z 2008 r.

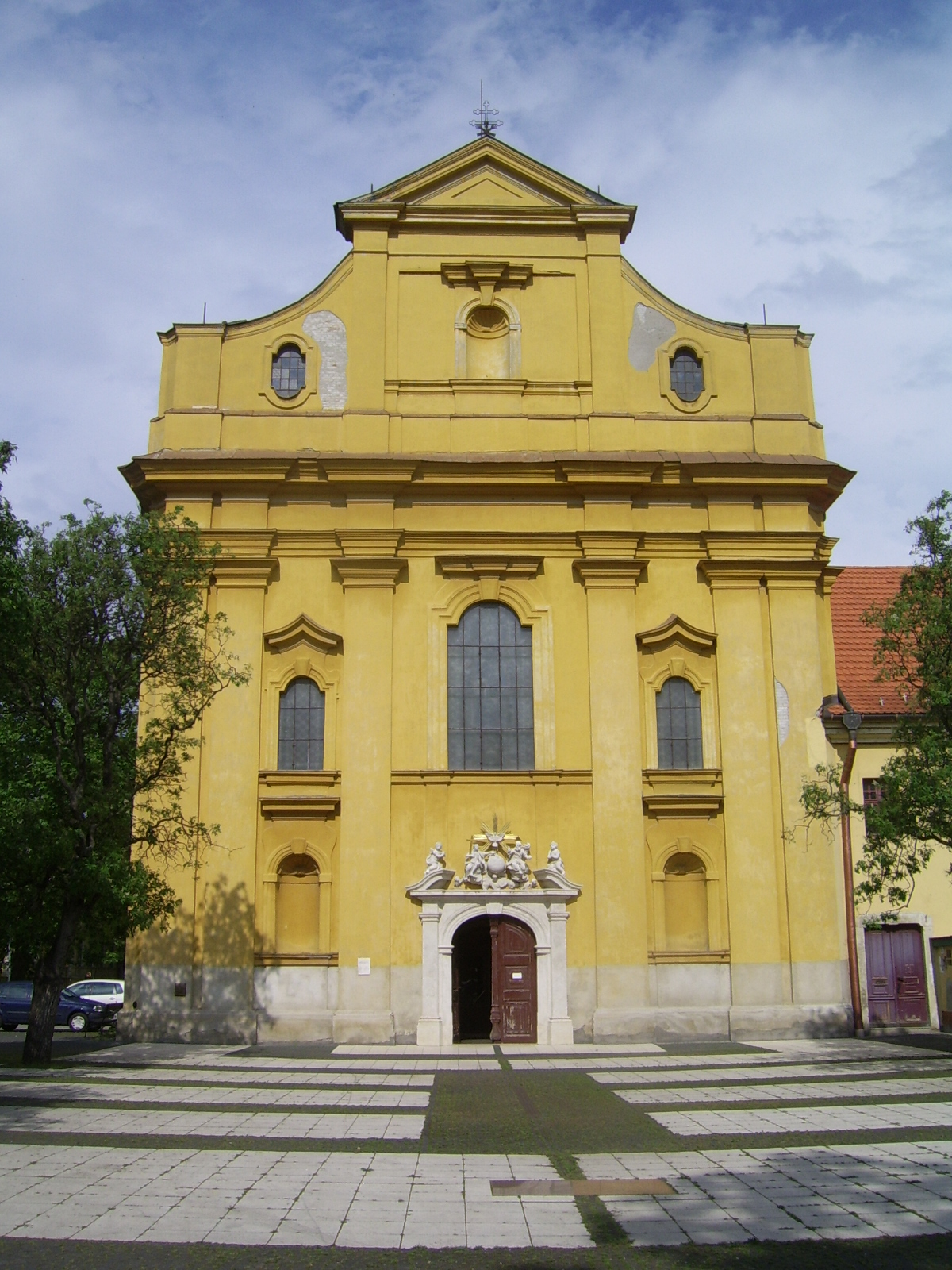
Kościół franciszkanów
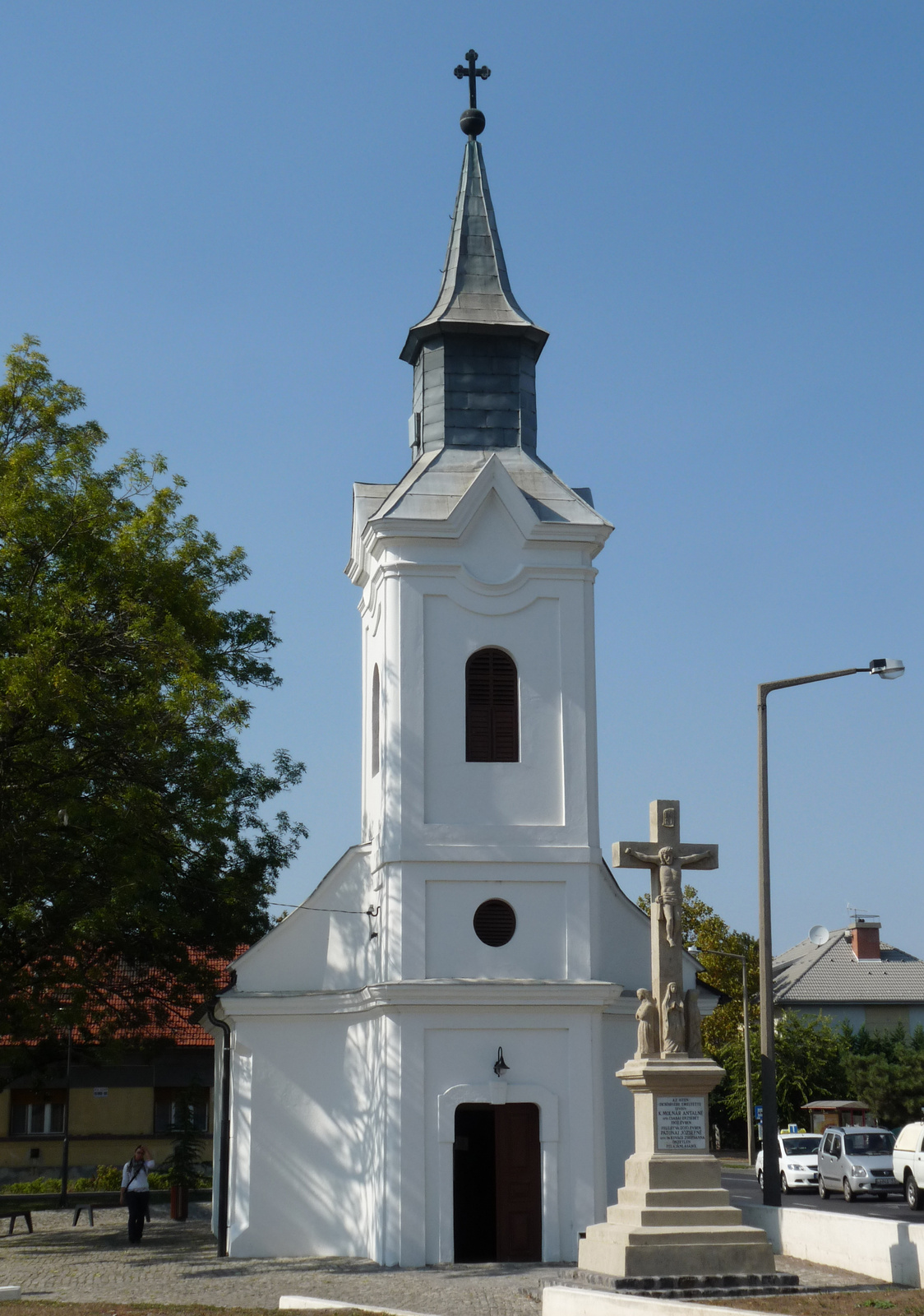
Kaplica św. Franciszka Ksawerego
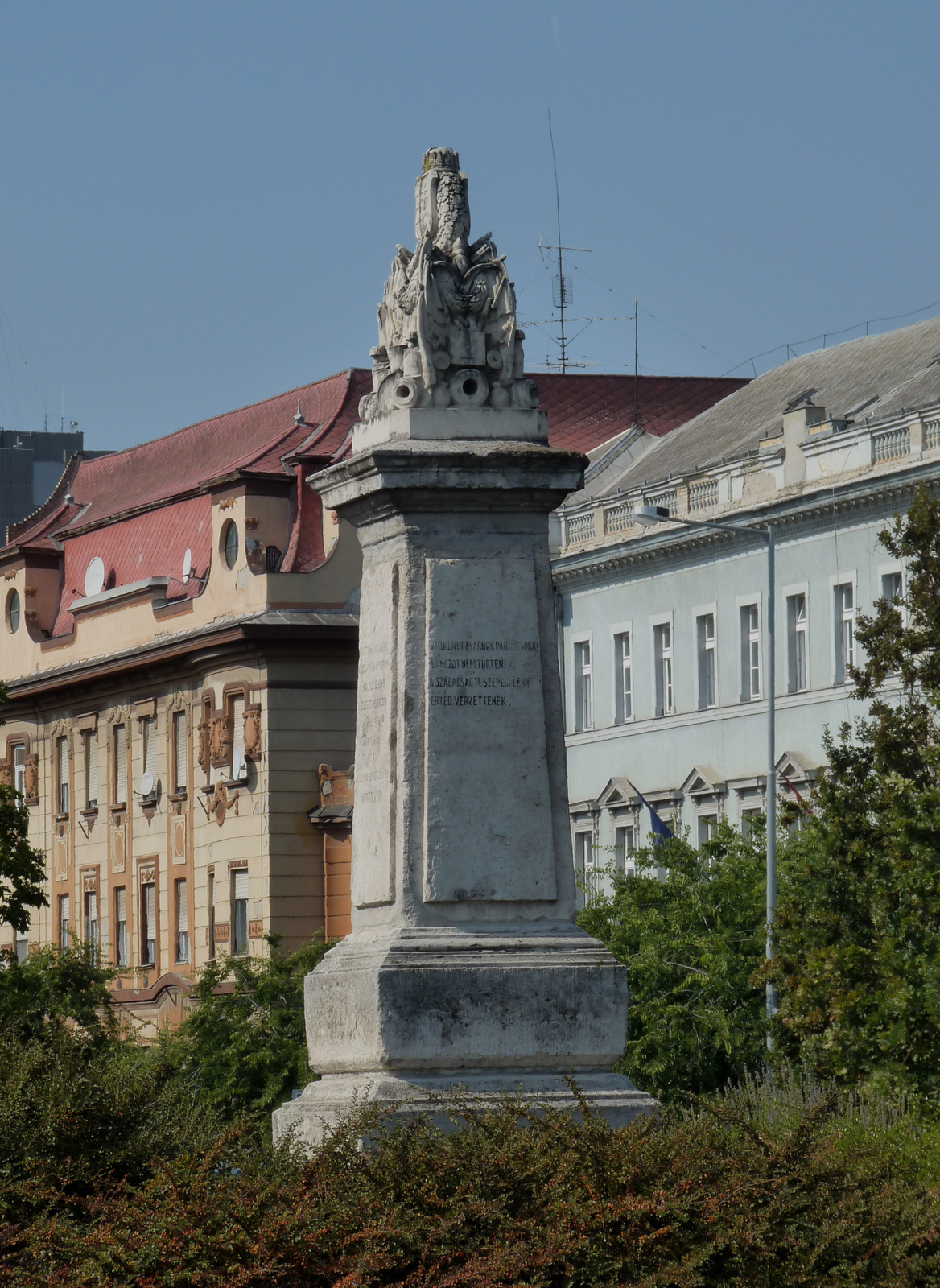
Pomnik bitwy
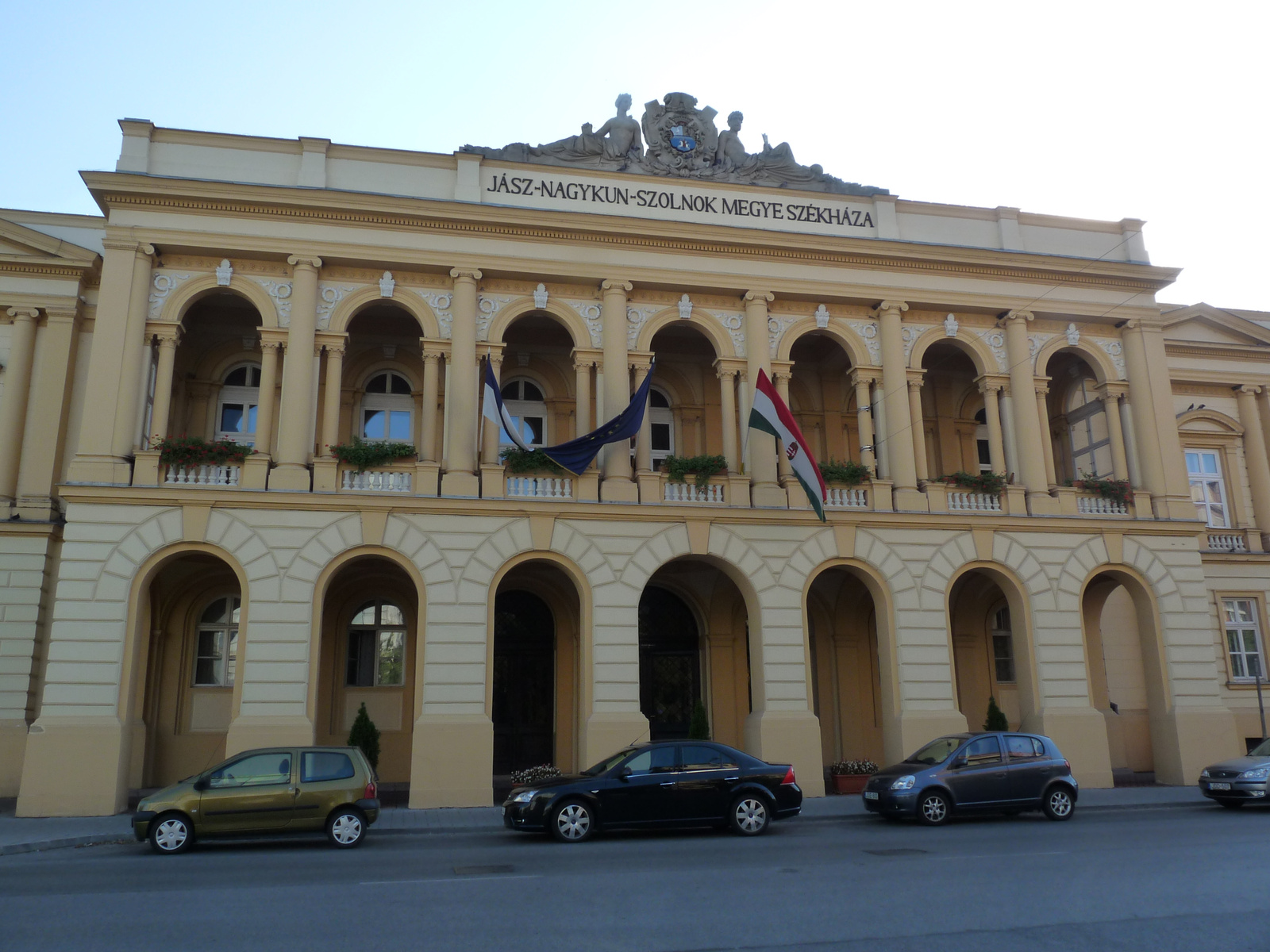
Urząd komitacki
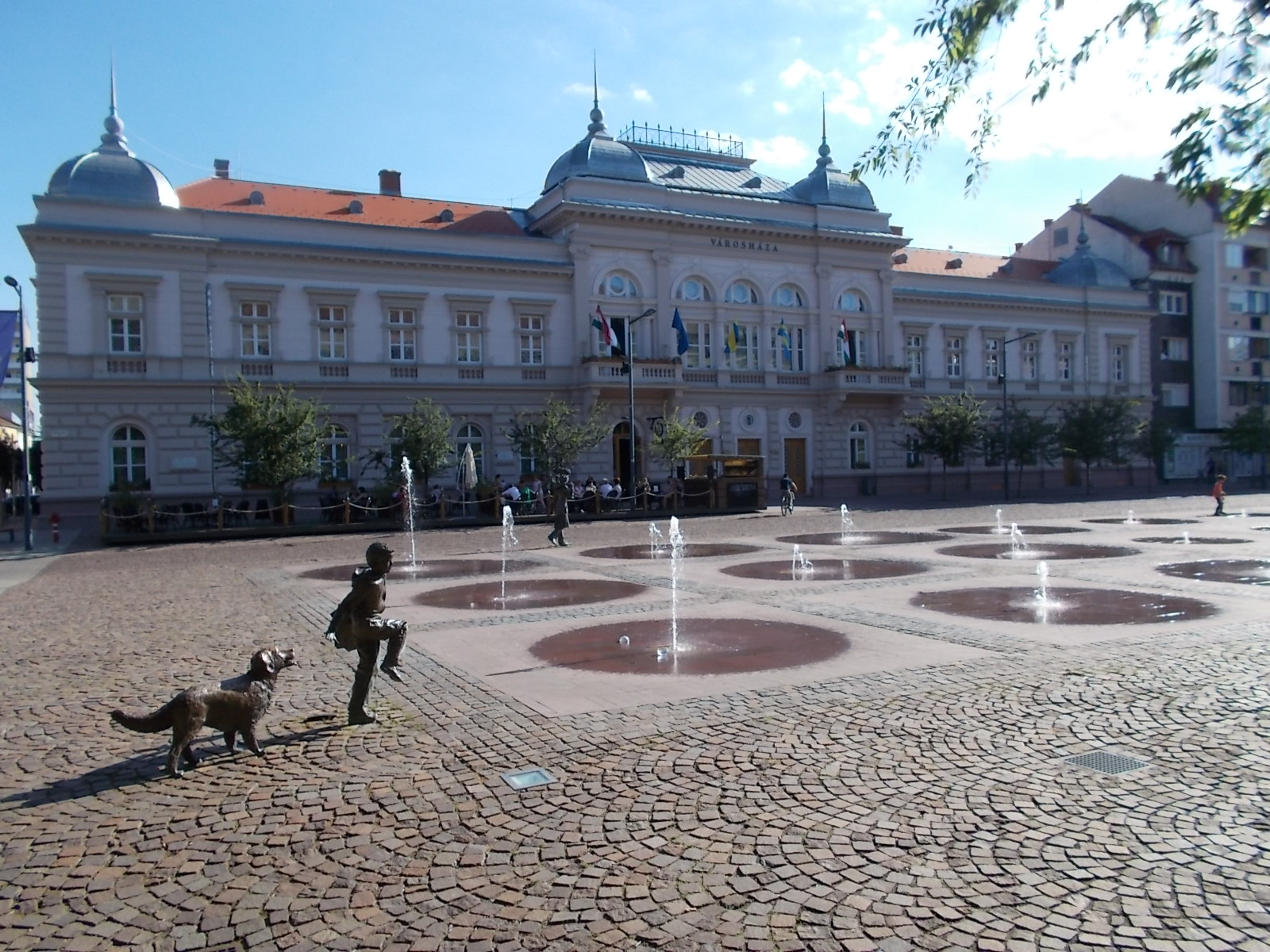
Ratusz
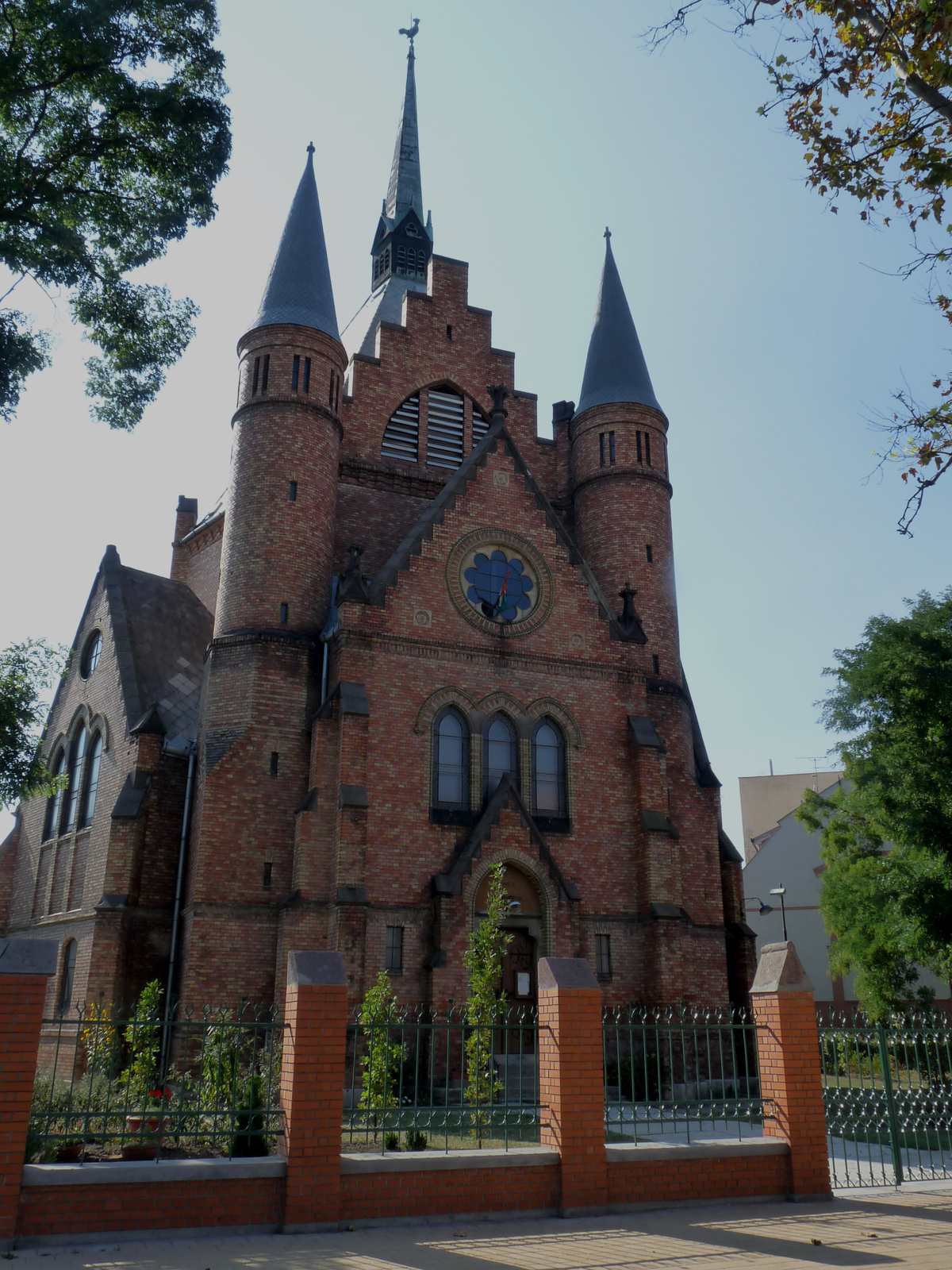
Kościół reformowany
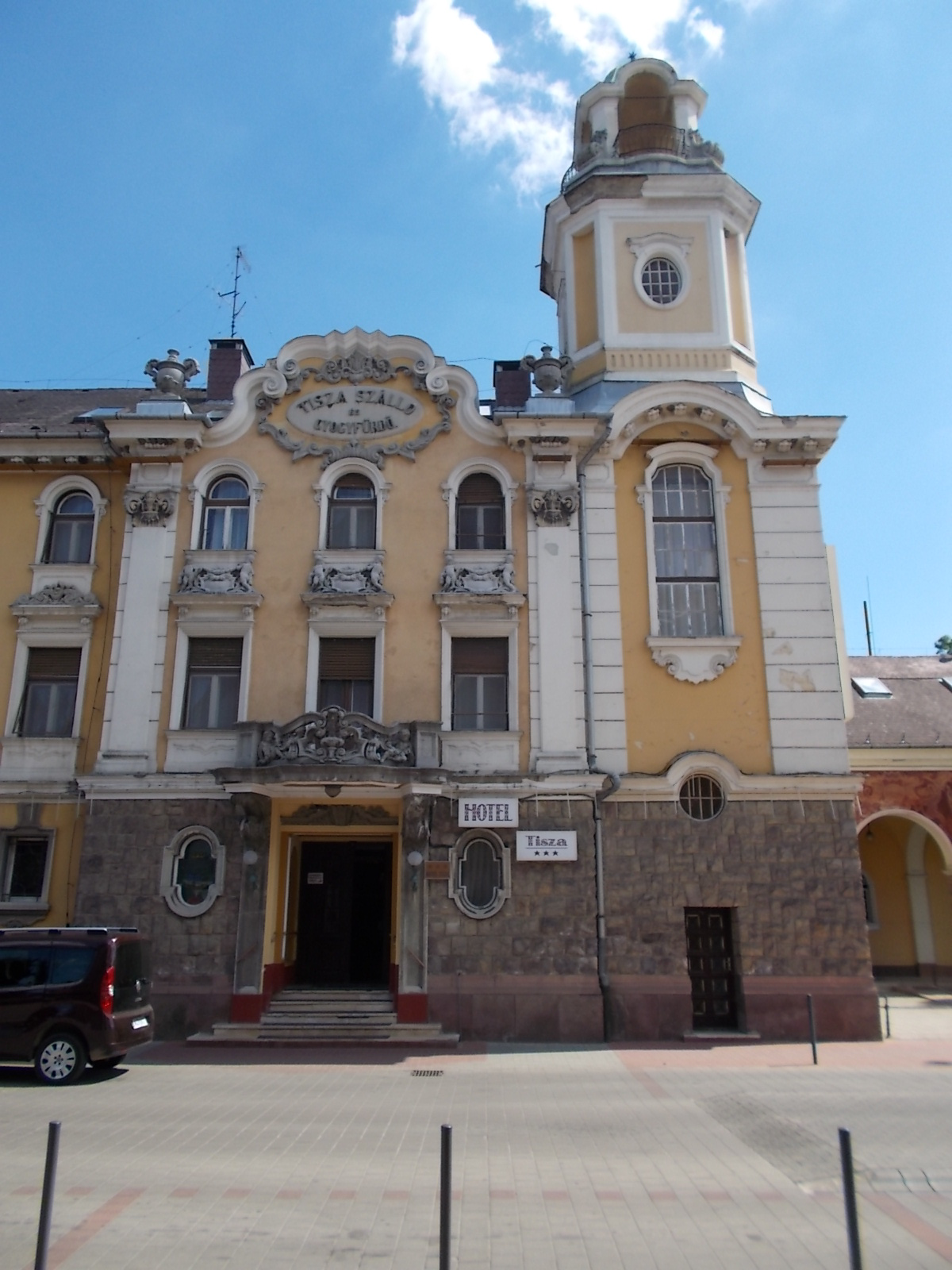
Tisza Szálló és Gyógyfürdő

## Sport

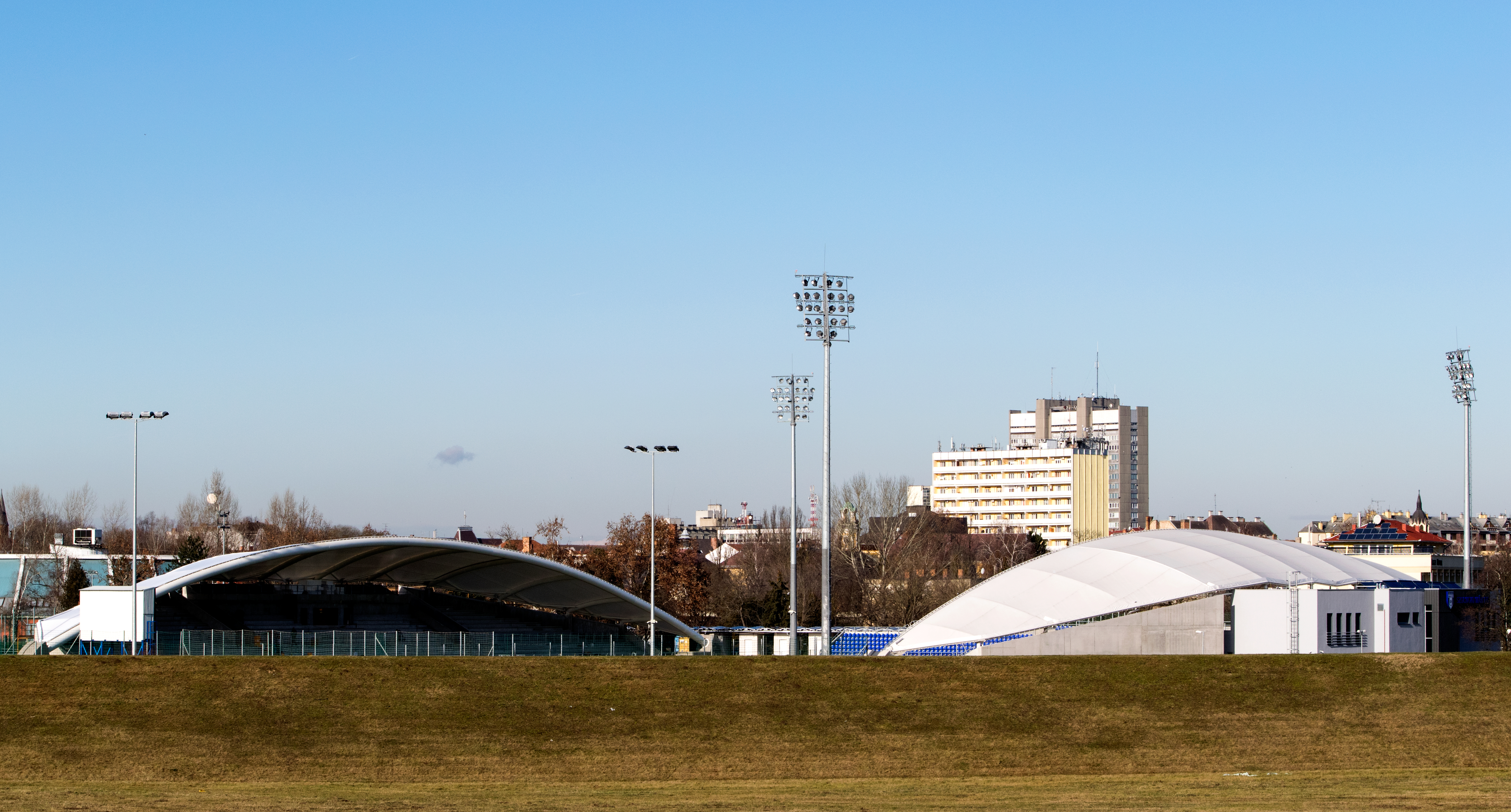
Tiszaligeti stadion

W mieście ma siedzibę klub piłkarski Szolnoki MÁV FC – zdobywca Pucharu Węgier z 1941 r.

## Miasta partnerskie
- Baia Mare, Rumunia
- Riihimäki, Finlandia
- Reutlingen, Niemcy
- Bielsko-Biała, Polska
- Rybnik, Polska
- Forlì, Włochy
- Szoham, Izrael